# احمد الزعاق
احمد الزعاق (انگلیسی: Ahmed Al-Zaaq؛ زادهٔ ۲۸ آوریل ۱۹۸۹) یک ورزشکار اهل عربستان سعودی است.
از باشگاه‌هایی که در آن بازی کرده‌است می‌توان به باشگاه فوتبال الحزم عربستان سعودی، باشگاه فوتبال الرائد عربستان سعودی، و باشگاه فوتبال الشعله عربستان سعودی اشاره کرد.